# ナフィーサー・アリー

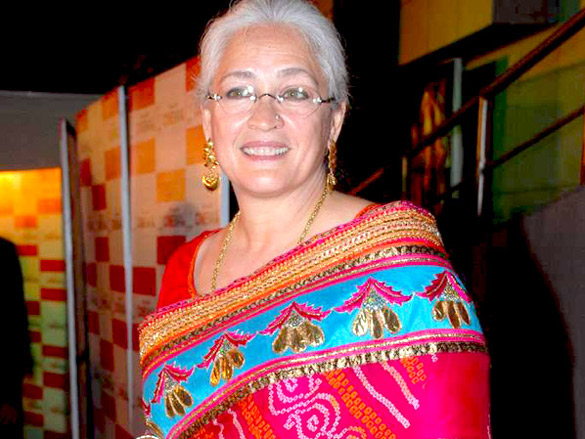
ナフィーサー・アリー

ナフィーサー・アリー（ヒンディー語: नफ़ीसा अली，ウルドゥー語: نفیسہ علی，英語: Nafisa Ali，1957年1月18日 - ）は、インドの女優、政治活動家。ムンバイ出身。
父親は写真家アフマド・アリー（パキスタンの同名小説家とは無関係）。祖父はベンガル語作家で独立運動にも携わったS・ワジド・アリー。伯母には作家でジャーナリストのザイブンニサー・ハミドゥッラーがいる。
夫のR・S・ソーディーは、世界的に活躍した選手に政府より授与されるアルジュナ賞受賞の元ポロ選手であり、引退後の現在はインド国内の不動産開発に携わる実業家。

## 経歴
カルカッタのラ・マルティニエール女子カレッジからケンブリッジ大学へと進学した。また、ベーダンタ哲学についてスワーミー・チンマーヤーナンダから教えを受けている。
1972年から1974年まで競泳の国内選手権を制した後、1976年にミス・インドの栄冠を手にし、翌1977年に開催されたミス・インターナショナルではフランスのソフィー・ペリンに次ぐ準ミスに選出される。また、1979年にはコルカタ・ジムカーナー競技場で騎手も務めていた。
その後は女優としても活動している。ボリウッド映画では、シャシ・カプールと共演の『Junoon（1979）』、アミターブ・バッチャンと共演の『Major Saab（1998）』をはじめ、近年では『Bewafaa（2005）』やダルメンドラと共演の『Life in a... Metro（2007）』などに出演。また南インドのマラヤーラム語映画の『Big B（2007）』に出演し、同映画界の名優マンムーティーと共演を果たしている。
その他、エイズ啓発活動を行う市民団体「アクション・インディア」の代表を務めている。
2004年、ローク・サバー（インド下院）選挙において南コルカタ選挙区より立候補するも落選。
翌2005年9月にインド児童映画協会の代表に就任。
2009年4月5日、再び巡ってきたローク・サバー選挙において、今回はラクナウ選挙区よりサマジワディ党の指名候補として出馬することが発表された。当初この選挙区にはボリウッド俳優サンジャイ・ダットが立候補予定だったが、ムンバイ連続爆弾事件への関与で受けた有罪判決を理由に最高裁判所が彼の立候補を無効にしたため、その代わりの選出となった。